# Revelación mesmérica

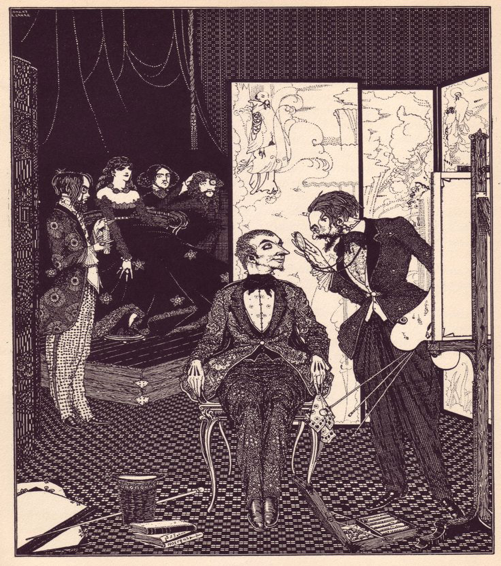
Ilustración del cuento realizada por Harry Clarke, 1919.

Revelation mesmérica es un cuento del escritor estadounidense Edgar Allan Poe, que apareció en The Columbian Lady's and Gentleman's Magazine en agosto de 1844 y ha sido reimpreso con frecuencia.
Al igual que en los cuentos Un cuento de las Montañas Escabrosas y La verdad sobre el caso del señor Valdemar, es tratado el tema del mesmerismo, muy popular en el romanticismo oscuro.
La atención se centra en un diálogo filosófico entre un hipnotizador y su paciente tísico, quien, en estado de hipnotización responde a preguntas sobre la inmortalidad, el más allá, el éter y la naturaleza de Dios, mientras se acerca cada vez más a la muerte.

## Trama
El narrador en primera persona, un médico, defiende al comienzo del cuento el mesmerismo con la falacia argumentum ad populum, aduciendo que el reconocimiento casi universal de la doctrina hace innecesaria su demostración, con la cual no no quiere aburrir al lector. En lugar de ello, reproduce una conversación con un paciente llamado Vankirk que sufría de tisis y al que había hipnotizando anteriormente.
Una noche, Vankirk lo llama a su cama para hablar sobre sus impresiones psicológicas y creencias. Hasta ahora había negado la inmortalidad del alma a pesar de la vaga sensación de que sí existía. Las obras de Victor Cousins y algunos de sus epígonos, así como los tratados filosóficos, no pudieron ayudarlo más en el camino hacia el conocimiento. Por ello le pide al médico que lo hipnotice para luego plantearle preguntas como médium, ya que uno tiene un autoconocimiento más profundo en este estado.
Vankirk cree que va a morir a causa de su enfermedad, pero eso realmente no le molesta. Para él, Dios no es de naturaleza inmaterial, ni espiritual, ni material, sino que consiste en una forma de materia que ya no se puede descomponer en partículas, que impregna e impulsa todo. Lo que se denomina pensamiento es esa energía sutil en movimiento. Es la “materia indivisa, o Dios, en reposo (en la medida que podemos concebirlo) lo que los hombres llaman mente."
El narrador quiere saber si no es una falta de respeto equiparar a Dios con la mera materia. En opinión de Vankirk Dios "es la materia última e indivisa [que] no solo penetra todas las cosas, y de esta manera es todas las cosas en si misma." Entiende la muerte misma como una dolorosa metamorfosis desde la presente encarnación hasta la perfección y la inmortalidad. Así como la crisálida no reconoce el significado de la metamorfosis, los seres humanos tampoco saben todavía nada sobre el destino futuro, que escapa a sus rudimentarios sentidos, que sólo se dirigen al cuerpo. Sus órganos son "las jaulas necesarias para encerrarlos hasta que tengan alas".
La conciencia hipnótica es similar a la vida eterna en que los sentidos están dormidos y las cosas pueden conocerse inmediatamente. Continuando, Vankirk habla sobre los movimientos de los cuerpos celestes, la estructura atómica de la materia, la diferencia entre ella y el éter, y el espíritu insondable en última instancia. Nada existía en la "vida inorgánica" que obstaculizara la "fuerza de voluntad divina". Sin embargo, en el reino de lo orgánico con sus leyes restrictivas, estas imperfecciones son necesarias y conducen a injurias, injusticias y sufrimiento. Sin embargo, este sufrimiento tampoco carece de sentido, porque "para ser felices hasta cierto punto, debemos haber padecido hasta ese mismo punto [...] El dolor de la vida primitiva en la tierra es la única garantía de beatitud para la vida definitiva en el cielo.
Mientras Vankirk susurra sus últimas palabras, el narrador nota una extraña expresión en su rostro y lo despierta alarmado. Poco después, sin embargo, el paciente se hunde en la almohada con una sonrisa y muere. Dado que el rigor mortis se establece de forma inusualmente rápida y la frente del difunto está helada y "parecía haber sufrido una larga presión de la mano de Azrael ", el narrador se pregunta si no habrá escuchado sus últimas palabras desde el más allá.

## Antecedentes e influencias
Revelación mesmérica fue la primera historia de Poe que Charles Baudelaire tradujo al francés  y que, por lo tanto, tuvo una influencia decisiva en la recepción europea y estadounidense de la obra. Junto con el voluminoso ensayo tardío Eureka, es su único estudio filosófico extenso.
El espiritista Andrew Jackson Davis dio conferencias sobre mesmerismo y fenómenos relacionados en Nueva York en el verano de 1844, a las que presumiblemente asistió Poe. En su autobiografía, The Magic Stuff, Davis escribió que habló con Poe sobre una historia que, aunque inventada, era consistente y verdadera en su línea de pensamiento filosófico. Poe, sin embargo, quien se despidió después de la conversación y no regresó, no pensó mucho en Davis, pues en su colección Cincuenta Sugerencias modificó significativamente una cita de Hamlet: "No puede haber más cosas en el cielo y la tierra que tu escuela". sabiduría (¡Oh, Andrew Jackson Davis! ) te hace soñar. Azrael es el nombre del ángel que acompaña al moribundo y separa su alma de su cuerpo; también se encuentra en el fragmento de drama de Poe Politian como en su cuento Ligeia.
La noción de que las personas hipnotizadas podrían ser clarividentes estaba en aquella época muy difundida, como lo refleja un artículo en el Brother Jonathan del 18 de noviembre de 1843:
"¡MAGNETISMO ANIMAL! — Ahora se está llevando a cabo una serie de experimentos en diferentes partes de este país, con diferentes sujetos, por diferentes magnetizadores —totalmente ignorantes de lo que otros están haciendo— y por personas que no tienen comunicación directa entre sí; todo lo cual sirve para probar que la luna está habitada, que la gente tiene un lenguaje escrito, y hace la guerra. Las coincidencias más milagrosas han ocurrido. Somos bastante serios."
Poe consideró en un principio escribir un ensayo sobre el tema, como lo expresó en una carta del 24 de febrero de 1845 a Griswold, e indudablemente vio su significado principal no en un relato ficticio sobre mesmerismo sino en la discusión de ideas que el erudito A. H. Quinn llamó "un preludio de Eureka".
Eli Ballou, el editor que reimprimió la narración en el Universalist Watchman de Montpelier, Vermont expresó una opinión semejante. "No tomamos el siguiente artículo como un relato histórico, ni tampoco como algo burlesco sobre el mesmerismo; sino como una presentación de la teoría filosófica del escritor que desea recomendar a la atención de sus lectores."
El éxito del trabajo motivó a Poe a revisar el magnetismo animal en su cuento sobre el moribundo M. Ernest Valdemar, cuyo cuerpo se mantiene unido solo por la fuerza magnética y finalmente se desintegra en una masa repugnante. Muchos lectores creían que las historias eran relatos auténticos, lo que explica las numerosas reimpresiones.
Si Immanuel Kant había rechazado el mesmerismo y lo había equiparado con las prácticas de los ventrílocuos y los pluriempleados, fue retomado en el romanticismo oscuro. El idealismo alemán tampoco permaneció intacto. Schelling creía que las personas en el sueño magnético podían avanzar "hacia la más alta claridad interior y la conciencia de sí mismos". Según Peter Sloterdijk, la filosofía de la naturaleza de Schelling puede ser entendida como una racionalización integral del magnetismo animal. Hegel, por su parte, reconoció tanto las posibilades como los riesgos. Para él, el "estado magnético soñoliento" podría unir al hombre desgarrado consigo mismo; la escisión de la persona puede, sin embargo, ir demasiado lejos y solidificarse patológicamente.